# Croacia en los Juegos Paralímpicos de Barcelona 1992
Croacia estuvo representada en los Juegos Paralímpicos de Barcelona 1992 por seis deportistas, cinco hombres y una mujer.

## Medallistas
El equipo paralímpico croata obtuvo las siguientes medallas:
| Nombre           | Deporte   | Evento                 |
| ---------------- | --------- | ---------------------- |
| Oro              |           |                        |
| —                |           |                        |
| Plata            |           |                        |
| —                |           |                        |
| Bronce           |           |                        |
| Milka Milinković | Atletismo | Jabalina THW5 femenino |